# Hội nghị các nhà phát triển toàn cầu Apple
Hội nghị các nhà phát triển toàn cầu WWDC (Apple Worldwide Developers Conference) là một hội nghị được tổ chức hàng năm của Apple Inc. tại San Jose, California. Đây là một sự kiện để giới thiệu các phần mềm mới và công nghệ để phát triển phần mềm. Những người tham gia có thể tham gia vào các phòng thử nghiệm thực hành với các kỹ sư Apple và tham dự buổi chuyên sâu bao gồm nhiều chủ đề khác nhau.
WWDC tổ chức vào lần đầu tiên năm 1987 tại Santa Clara. Sau 15 năm tổ chức ở xung quanh vùng San Jose, hội nghị đã chuyển đến San Francisco, nơi nó dần trở thành nơi chính thức diễn ra sự kiện chính của Apple. Sau 13 năm, WWDC lại quay trở về San Jose để tổ chức.

## Điều kiện tham dự

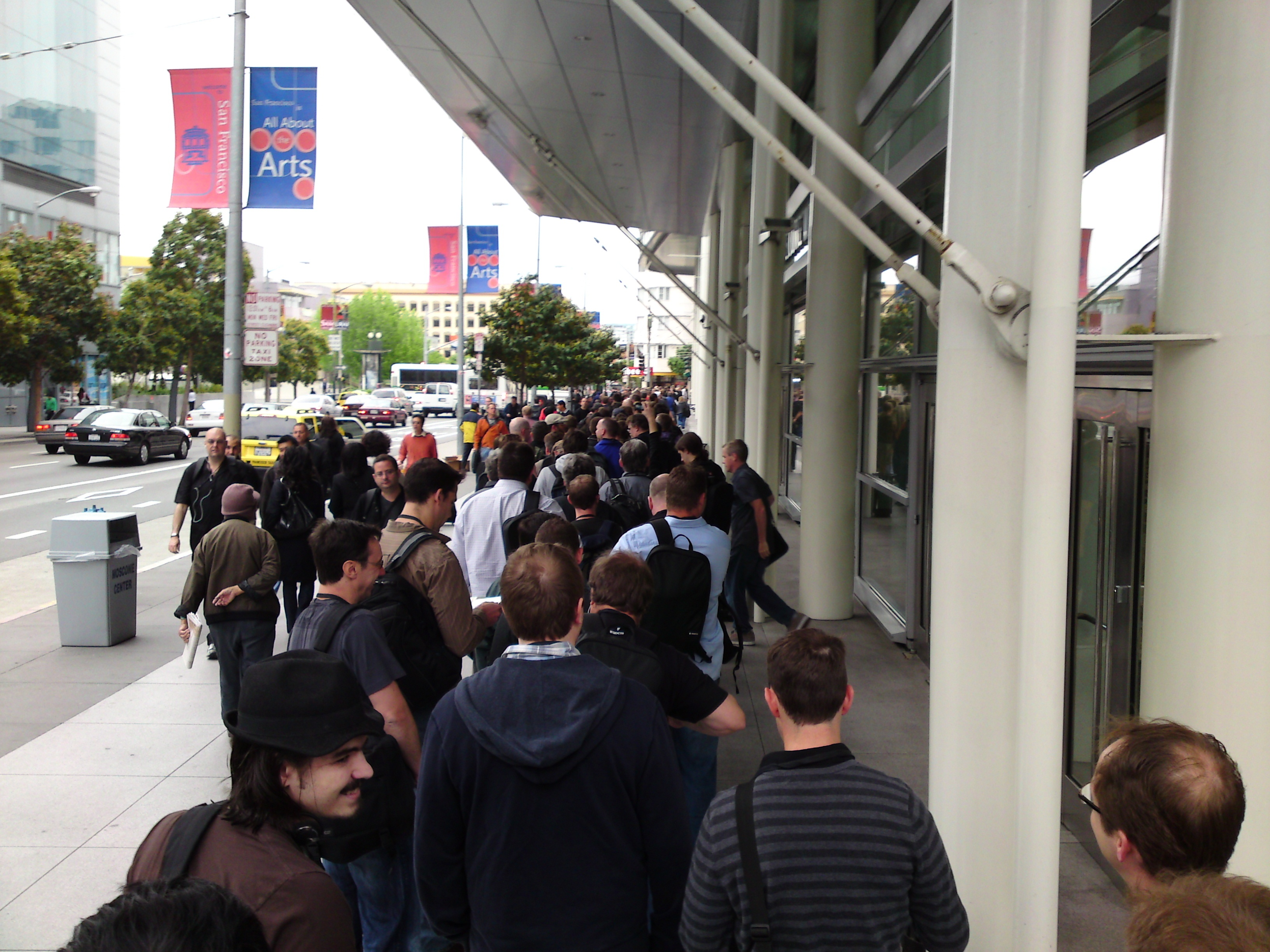
Những người tham dự chờ đợi để vào Moscone West để xem bài phát biểu quan trọng năm 2009.

Để có thể tham gia hội nghị cần phải mua một vé vào có giá tiền lên tới 1599$. Vé được lấy thông qua các kênh mua vé trực tuyến hoặc tham dự qua học bổng dành cho sinh viên và thành viên của các tổ chức STEM. Người tham gia hội phải từ 13 tuổi trở lên và phải là một nhà phát triển của Apple.
Cho đến năm 2007, số lượng người tham dự thay đổi từ 2.000 đến 4.200. Tuy nhiên, trong WWDC 2007, Steve Jobs cho biết rằng đã có hơn 5.000 người tham dự. Các sự kiện WWDC tổ chức từ năm 2008 đến 2015 đã được giới hạn và bán hết cho 5.000 người tham dự (5.200 người là bao gồm những người tham dự đặc biệt). WWDC 2018 có 6.000 người tham dự đến từ 77 quốc gia, bao gồm 350 người nhận học bổng.

## Nội dung
WWDC được tổ chức hàng năm từ thứ Hai đến thứ Sáu trong một tuần vào tháng Sáu. Hội nghị bao gồm chủ yếu là các bài phát biểu quan trọng, các buổi thuyết trình ra mắt phần mềm mới, các cuộc tham giá phòng thử nghiệm trực tiếp và các buổi họp mặt, sự kiện đặc biệt.
Hội nghị bắt đầu với một bài phát biểu khai mạc buổi sang vào thứ hai của Tim Cook và các giám đốc điều hanh khác của Apple. (Từ năm 1998 cho đến khi ông từ chức và qua đời vào năm 2011, Steve Jobs đã đưa ra bài phát biểu quan trọng mà phương tiện truyền thông thường gọi là "SteveNote") Phần cứng được công bố và đôi khi được trưng bày trong hội trường ngay sau đó. Bài phát biểu được tiếp nối vào buổi chiều bởi một Platforms State of the Union address, trong đó nêu bật và thể hiện những thay đổi trong các nền tảng phát triển phần mềm của Apple được trình bày chi tiết trong các phiên sau đó trong tuần. Giải thưởng Thiết kế của Apple cũng được công bố vào ngày đầu tiên của hội nghị.
Phiên hội nghị tiếp theo diễn ra từ Thứ Ba đến Thứ Sáu. Các bản trình bày bao gồm lập trình, thiết kế và các chủ đề khác trong phạm vi từ cơ bản đến nâng cao. Hầu như tất cả các bài thuyết trình thường xuyên được sắp xếp theo một trinh tự được cung cấp bởi các nhân viên Apple. Các bản trình bày này được phát trực tiếp và các bản ghi có thể được xem trên trang web của WWDC hoặc trong các ứng dụng iOS và tvOS dành cho WWDC. Giờ ăn trưa của nhiều diễn giả khách mời là các chuyên gia trong ngành về công nghệ và khoa học; cảnh này không được phát trực tiếp hoặc được ghi lại. Trong quá khứ, một số phiên bao gồm thời gian hỏi và trả lời, và phiên Stump the Experts phổ biến có sự tương tác giữa nhân viên Apple và người tham dự.
Phòng thử nghiệm hoạt động suốt một tuần, các kỹ sư của Apple luôn sẵn sàng tư vấn trực tiếp với các nhà phát triển tham dự. Các chuyên gia trong thiết kế giao diện người dùng và khả năng truy cập cũng có sẵn để tham vấn theo cuộc hẹn.
Apple tổ chức họp mặt trong hội nghị cho các nhóm khác nhau, chẳng hạn như phụ nữ trong công nghệ hoặc nhà phát triển quan tâm đến quốc tế hóa hoặc học máy. The Thursday evening Bash (trước đây là Bia Bash) tại một công viên gần đó có phát nhạc trực tiếp, thực phẩm và đồ uống cho tất cả những người tham dự từ 21 tuổi trở lên.

## Lịch sử WWDC
Hội nghị WWDC được tổ chức lần đầu tiên vào năm 1987 và tính đến năm nay đã diễn ra 33 phiên hội nghị các năm.

### Thập niên 1980
- Vào tuần thứ hai của tháng 9 năm 1988, Apple đã công bố hỗ trợ AppleTalk cho VMS và DECnet.
- Vào năm 1989, Apple đã công bố System 7, là một hệ thống mới dành cho Macintosh

### Thập niên 1990
- Năm 1991, những người tham dự WWDC đã được xem một cuộc trình diễn công khai đầu tiên của QuickTime, một phần mềm chạy video ưu việt của Apple.
- Năm 1995, WWDC 1995 tập trung gần như hoàn toàn vào dự án Copland, mà thời gian này có thể được chứng minh ở một mức độ nào đó. Gil Amelio đã tuyên bố rằng hệ thống này đã được lên lịch để xuất xưởng dưới dạng thử nghiệm vào mùa hè năm sau với một bản phát hành thương mại đầu tiên vào cuối mùa thu. Tuy nhiên, rất ít bản trình diễn trực tiếp được cung cấp và không có bản beta nào của hệ điều hành được cung cấp.
- Năm 1996, trọng tâm chính của WWDC 1996 là một công nghệ phần mềm mới được gọi là OpenDoc, cho phép người dùng gần đây biên dịch một ứng dụng từ các thành phần cung cấp các tính năng mà họ mong muốn nhất. Hội thảo OpenDoc bao gồm Adobe, Lotus, những người khác và Apple. Apple đã giới thiệu OpenDoc là nền tảng tương lai cho cấu trúc ứng dụng trong Mac OS. Như một bằng chứng về khái niệm, Apple đã trình diễn một sản phẩm mới cho người dùng gọi là Cyberdog, một bộ ứng dụng Internet toàn diện cung cấp cho người dùng một trình duyệt tích hợp, email, FTP, telnet, sử dụng ngón tay và các dịch vụ khác được xây dựng hoàn toàn. ClarisWorks (sau này được đổi tên thành AppleWorks), một sản phẩm chính trong công ty con của Apple, được chứng minh là một ví dụ về ứng dụng kiến trúc thành phần OpenDoc được sửa đổi để có thể chứa các thành phần chức năng của OpenDoc.
- Năm 1997, WWDC đánh dấu sự trở lại của Steve Jobs với tư cách là một nhà tư vấn. WWDC 1997 là chương trình đầu tiên sau khi mua NeXT, và tập trung vào những nỗ lực để sử dụng OpenStep làm nền tảng cho hệ điều hành Mac tiếp theo. Kế hoạch tại thời điểm đó là giới thiệu một hệ thống mới có tên Rhapsody, bao gồm phiên bản OpenStep được sửa đổi với giao diện giống Mac hơn, Yellow Box, cùng với Blue Box cho phép các ứng dụng Mac chạy theo hệ điều hành. Chương trình tập trung chủ yếu vào công việc đang tiến hành, bao gồm một lịch sử ngắn về nỗ lực phát triển kể từ khi hai nhóm phát triển đã được sáp nhập vào ngày 4 tháng 2. Một số bổ sung mới cho hệ thống cũng đã được chứng minh, bao gồm các giao diện tab và phác thảo, và một đối tượng mới - lớp đồ họa dựa trên NSBezier.
- ·Năm 1998, để đáp ứng với ý kiến của nhà phát triển về hệ điều hành mới, thông báo lớn tại WWDC 1998 là sự ra đời của Carbon, một phiên bản hiệu quả của Mac OS API được triển khai trên OpenStep. Theo kế hoạch Rhapsody ban đầu, các ứng dụng cổ điển sẽ chạy trong cài đặt SandBoxed của Mac OS cổ điển, (được gọi là Blue Box) và không có quyền truy cập vào các tính năng của Mac OS X mới. Để nhận các tính năng mới, chẳng hạn như bộ nhớ được bảo vệ và đa nhiệm ưu tiên, các nhà phát triển phải viết lại các ứng dụng bằng cách sử dụng API Yellow Box. Nhà phát triển phàn nàn về nỗ lực chuyển đổi lớn cho những gì đã được sau đó một thị trường thu hẹp và cảnh báo rằng họ có thể chỉ đơn giản là từ bỏ nền tảng này, dẫn đến Apple phải xem xét lại kế hoạch từ đầu. Carbon giải quyết vấn đề bằng cách giảm đáng kể nỗ lực cần thiết, đồng thời giới thiệu một số chức năng mới của hệ điều hành cơ sở. Một phần giới thiệu quan trọng khác tại WWDC 1998 là mô hình hình ảnh Quartz, thay thế Display PostScript bằng một thứ gì đó giống như hiển thị PDF. Mặc dù lý do cho việc chuyển đổi này vẫn chưa rõ ràng, nhưng Quartz cũng đưa ra hỗ trợ tốt hơn cho mô hình QuickDraw còn tồn tại từ hệ điều hành cổ điển, và (như sau này đã học được) Java2D. Hỗ trợ QuickDraw trực tiếp trong mô hình đồ họa cũng dẫn đến một thông báo liên quan, rằng Blue Box bây giờ sẽ như vô hình, và chỉ để tích hợp vào máy tính để bàn mở rộng thay vì một cửa sổ riêng biệt.
- Năm 1999, WWDC 1999 về cơ bản chỉ là một báo cáo tiến độ vì các kế hoạch được nêu trong WWDC 1998 đã thành hiện thực. Ba thông báo chính là việc ra mắt hệ điều hành dựa trên hệ điều hành mới như Darwin, cải tiến cho Macintosh Finder, và thay thế QuickDraw 3D bằng OpenGL làm API 3D chính. Hệ thống trước đây có tên là OpenStep, và trong quá trình phát triển có tên là Yellow Box, đã chính thức đổi tên thành Cocoa. Tất cả đã có 2563 nhà phát triển đã tham dự.

### Thập niên 2000

#### 2000
- WWDC 2000 là một "báo cáo tiến độ" khác trước khi phát hành sắp tới của Mac OS X. Những thay đổi gần đây bao gồm một dock sửa đổi và các phiên bản cải tiến của các công cụ phát triển. Bản xem trước của nhà phát triển 4 đã được phát hành tại triển lãm, với bản phát hành thương mại được đẩy trở lại tháng 1 năm 2001. Ngoài ra, WebObjects đã giảm giá thành một khoản phí cố định là 699 đô la Mỹ. Khoảng 3.600 nhà phát triển đã tham dự và ban nhạc The Rippingtons đã biểu diễn tại khuôn viên của Apple.

#### 2001
- Năm 2001, Mac OS X chỉ mới được phát hành gần đây, nhưng WWDC 2001 đã thêm bản phát hành đầu tiên của Mac OS X Server và WebObjects. Hơn 4.000 nhà phát triển đã tham dự, và áo khoác da có thêu chữ "X" màu xanh lớn ở phía sau được phân phối cho người tham dự.

#### 2002
- Năm 2002, Mac OS X phiên bản 10.2, QuickTime 6 và Rendezvous (nay là Bonjour) đã được trình bày. Apple cũng đã ngừng cung cấp dịch vụ và hỗ trợ Mac OS 9 với một "đám tang giả", và nói với các nhà phát triển rằng sẽ không phát triển Mac OS 9 nữa, củng cố rằng tương lai của Mac giờ đã hoàn toàn trên Mac OS X.

#### 2003
- Năm 2003, WWDC 2003 trình diễn Power Mac G5, được xem trước Mac OS X Panther (10.3), đã công bố sự ra mắt của Safari 1.0 (kết thúc giai đoạn thử nghiệm), và giới thiệu iApps: iPhoto, iMovie, iDVD, v.v... Những người tham dự nhận được mẫu máy ảnh web iSight đầu tiên của Apple (trùng với sự ra mắt của iChat AV), bản phát hành trước của Mac OS X 10.3 và Mac OS X 10.3 Server, cuốn sách O'Reilly Cocoa in a Nutshell và 17inch - máy tính xách tay mang túi xách. Apple cũng chiếu bộ phim Finding Nemo của Pixar cho những người tham dự, trước buổi ra mắt tại rạp chiếu phim. Ban đầu được lên kế hoạch từ ngày 19 đến 23 tháng 5 tại San Jose, California, WWDC 2003 đã được lên lịch lại từ ngày 23 đến ngày 27 tháng 6 tại Trung tâm Moscone của San Francisco. Khoảng 3.000 nhà phát triển đã tham dự.

#### 2004
- Năm 2004, WWDC đã được tổ chức từ ngày 28 tháng 6 đến tháng 7. Năm nay đã 3.500 nhà phát triển tham dự, tăng 17% so với năm trước. Màn hình mới được giới thiệu ở màn hình rộng 23 inch và 30 inch. Mac OS X Tiger (10.4) đã được xem trước và iTunes 4.9, phiên bản đầu tiên với hỗ trợ Podcast tích hợp, được giới thiệu bởi Steve Jobs. Tất cả những người tham dự đều nhận được bản xem trước Mac OS X Tiger dành cho nhà phát triển, một chiếc áo phông màu xám có logo Apple ở mặt trước và "WWDC 2004" ở mặt sau, một chiếc ba lô có thể cầm một PowerBook 17 inch và một bản sao của Apple Remote Desktop 2.0. Ban nhạc Jimmy Eat World biểu diễn tại khuôn viên Apple sau khi những người tham dự được đưa đến đó bằng xe buýt từ Moscone Center West.

#### 2005
- WWDC 2005 được tổ chức từ ngày 6 đến ngày 10 tháng 6. Sau khi cập nhật thị trường cơ bản, Jobs thông báo rằng Apple sẽ chuyển nền tảng Macintosh sang bộ vi xử lý Intel x86. Bài phát biểu chính là các nhà phát triển từ Wolfram Research, người mà đã thảo luận về kinh nghiệm của họ khi chuyển Mathematica sang Mac OS X trên nền tảng Intel. Hội thảo bao gồm 110 phiên làm việc trong phòng thử nghiệm và 95 buổi thuyết trình, trong khi hơn 500 kỹ sư của Apple đã có mặt trên 3.800 người tham dự đến từ 45 quốc gia. Ban nhạc The Wallflowers biểu diễn tại khuôn viên của Apple.

#### 2006

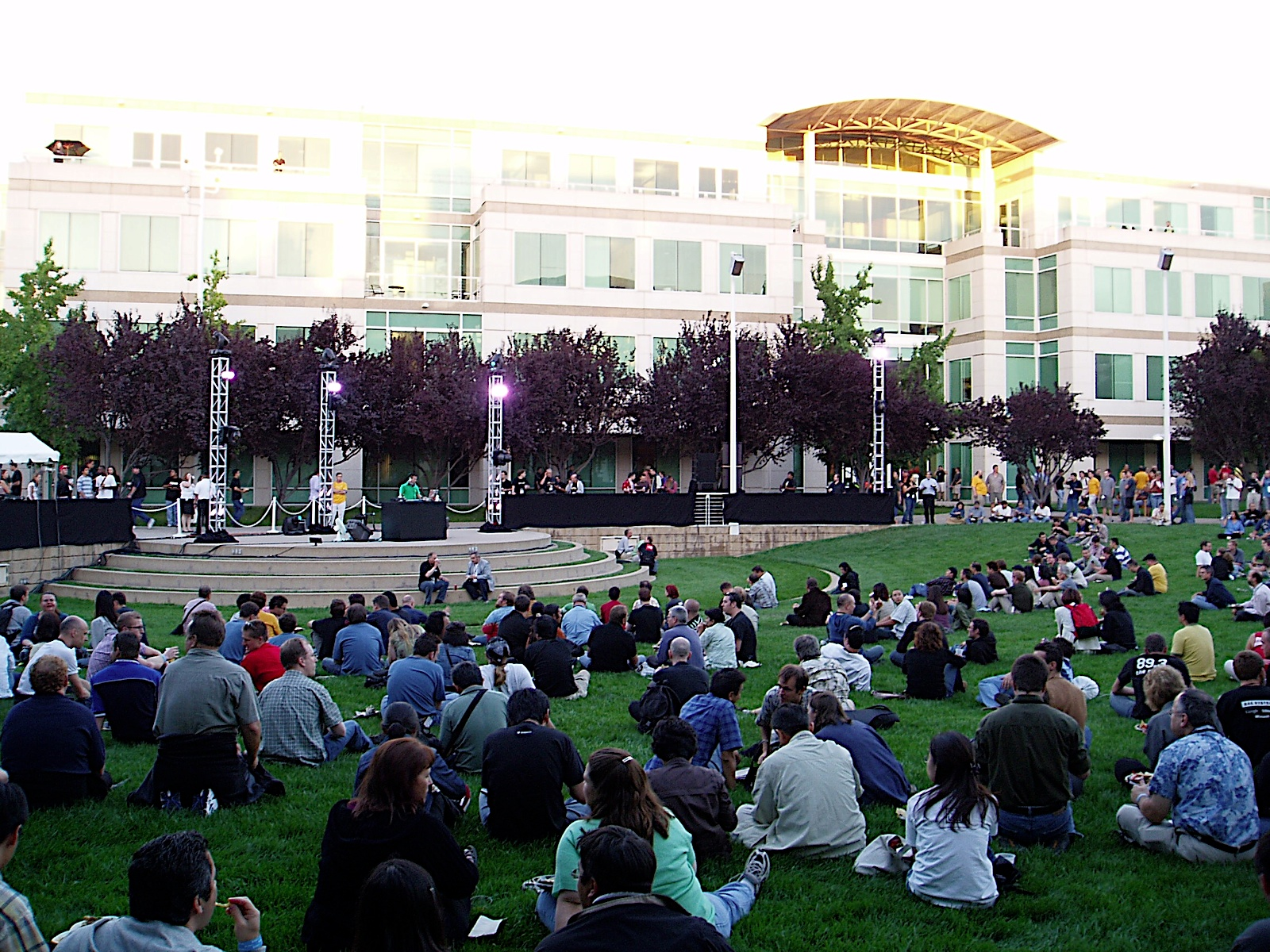
BT biểu diễn tại WWDC Bash 2006 được tổ chức tại 1 Infinite Loop Campus

- Năm 2006, Jobs lại một lần nữa phát bài thuyết trình chính tại WWDC, được tổ chức từ ngày 7 đến 11 tháng 8 tại Moscone Center West, San Francisco. Mac Pro đã được công bố như là một thay thế cho Power Mac G5, đó là máy tính để bàn chuyên nghiệp trước của Apple và Mac dựa trên PowerPC còn lại. Mac Pro tiêu chuẩn có hai bộ xử lý Xeon (Woodcrest) lõi kép 2.66 GHz, RAM 1 GB, ổ cứng 250 GB và thẻ video 256 MB. Một bản cập nhật Xserve, dựa trên Xeons lõi kép, cũng đã được công bố. Công suất dự phòng và quản lý Lights Out được cải tiến hơn nữa trong dòng sản phẩm máy chủ của Apple. Trong khi một số cải tiến chính của Mac OS X không được tiết lộ, có 10 cải tiến trong lần tiếp theo, Mac OS X Leopard (10.5), bao gồm: hỗ trợ ứng dụng 64 bit, Time Machine, Boot Camp, Front Row, Photo Booth, Spaces (Máy tính để bàn ảo), cải tiến tiêu điểm, Hoạt ảnh lõi, Tăng cường truy cập toàn cầu, Cải thiện thư và Cải tiến trang tổng quan (bao gồm cả Dashcode và cải tiến iChat). Cùng với các tính năng của Leopard đã được công bố, một phiên bản chính cho sản phẩm Mac OS X Server đã được công bố. Các tính năng mới cho Server bao gồm: một quá trình thiết lập đơn giản, iCal Server (dựa trên tiêu chuẩn CalDAV), Apple Teams (một tập hợp các dịch vụ cộng tác dựa trên web), Spotlight Server và Podcast Producer. WWDC 2006 đã thu hút 4.200 nhà phát triển từ 48 quốc gia, trong khi có 140 phiên và 100 phòng thử nghiệm thực hành cho các nhà phát triển. Hơn 1.000 kỹ sư của Apple đã có mặt tại sự kiện này và DJ BT biểu diễn tại Apple Campus ở Cupertino.

#### 2007
- WWDC 2007 được tổ chức từ ngày 11 đến 15 tháng 6 tại Moscone Center West, và bắt đầu với một bài thuyết trình chính từ Jobs. Apple đã trình bày bản beta đầy đủ tính năng của Mac OS X Leopard, mặc dù ngày phát hành của nó đã được đẩy trở lại tháng 10. Jobs đã thông báo rằng một phiên bản của Safari, trình duyệt web độc quyền của Apple, đã được tạo ra cho Windows, và một bản phát hành phiên bản beta đã được cung cấp trực tuyến cùng ngày. Apple cũng đã công bố hỗ trợ cho sự phát triển của bên thứ ba của iPhone sắp tới thông qua các ứng dụng web trực tuyến chạy trên Safari trên thiết bị cầm tay. Thông báo ngụ ý rằng Apple, ít nhất là trong thời gian này, không có kế hoạch phát hành một bộ phát triển phần mềm iPhone (SDK), có nghĩa là các nhà phát triển phải sử dụng các giao thức web tiêu chuẩn. Ngoài ra, Jobs lưu ý trong bài phát biểu rằng hơn 5.000 người tham dự đã có mặt tại WWDC 2007, phá vỡ kỷ lục của năm trước. Ban nhạc Ozomatli biểu diễn tại Yerba Buena Gardens.

#### 2008
- Trong năm 2008, WWDC 2008 diễn ra từ ngày 9 đến ngày 13 tháng 6 tại Moscone Center West. Apple báo cáo rằng, lần đầu tiên, hội nghị đã được bán hết vé. Có ba bài hát cho các nhà phát triển, iPhone, Mac và CNTT. Thông báo tại bài phát biểu bao gồm App Store cho iPhone và iPod Touch, phiên bản ổn định của iPhone SDK, phiên bản 3G được trợ cấp của iPhone cho thị trường Toàn cầu, phiên bản 2.0 của iPhoneOS, Mac OS X Snow Leopard (10.6), và thay thế/đổi tên của Mac thành MobileMe. Bảy năm sau, Yahoo News sẽ mô tả năm 2008 là "có lẽ là năm cao điểm cho giới thiệu sản phẩm WWDC", tuy nhiên đã bị các vấn đề với MobileMe gây ra "một trong những thảm họa PR lớn nhất trong lịch sử Apple". Đối với bash tổ chức ngày 12 tháng 6, ban nhạc Barenaked Ladies biểu diễn tại Yerba Buena Gardens.

#### 2009
- Trong năm 2009, WWDC 2009 đã diễn ra từ ngày 8 đến 12 tháng 6 tại Moscone Center West, và Apple báo cáo rằng hội nghị năm 2009 được bán hết vé vào cuối tháng Tư. Thông báo tại bài phát biểu bao gồm việc phát hành phần mềm iPhone OS 3.0 được công bố cho các nhà phát triển vào tháng 3, một cuộc biểu quyết của Mac OS X Snow Leopard (10.6), MacBook Pro 13 inch mới, có thêm phiên bản 15 inch và 17 inch cho các dòng MacBook Pro khác, và iPhone 3GS mới, Phil Schiller, SVP của Apple cho tiếp thị sản phẩm, đã trình bày bài phát biểu của WWDC năm nay, thay vì Jobs, người đã nghỉ phép y tế kể từ đầu năm. Người tham dự nhận được túi messenger cao su tổng hợp và ban nhạc Cake chơi tại Yerba Buena Gardens Đây là năm đầu tiên phù hiệu nhựa được sử dụng thay vì in giấy phù hiệu.

### Thập niên 2010

#### 2010

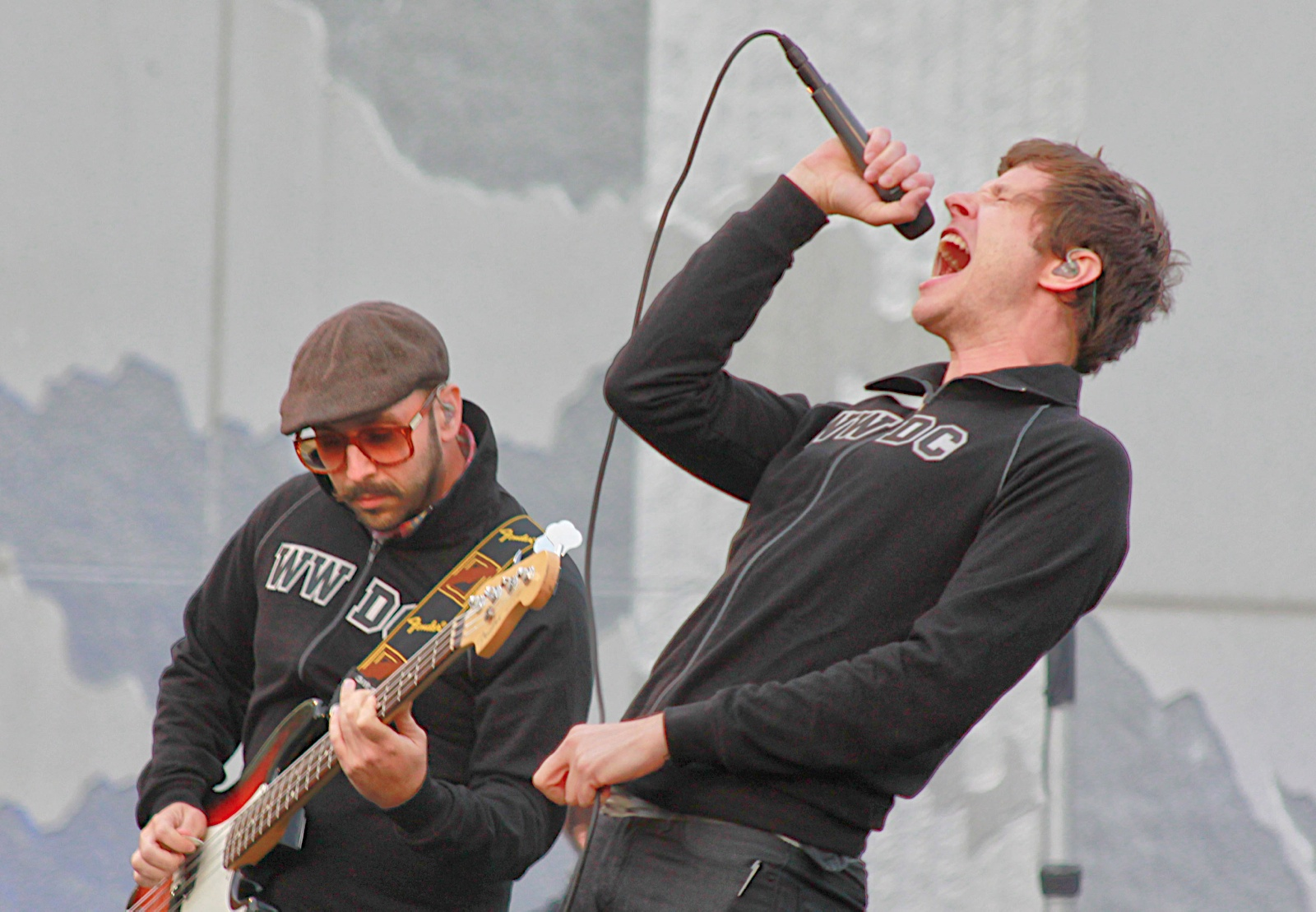
OK Go tới WWDC Bash 2010 mặc áo khoác hội nghị

- Năm 2010, WWDC 2010 đã được công bố với báo chí và công chúng vào ngày 28 tháng 4 năm 2010 và được tổ chức tại Moscone Center West từ ngày 7 đến ngày 11 tháng 6. Apple báo cáo rằng hội nghị đã được bán hết vé chỉ trong vòng 8 ngày, mặc dù vé chỉ được bán với mức giá gốc là 1599$ (năm 2009 và trước đó, vé có thể được mua với mức giảm giá 300 USD). Vào ngày 7 tháng 6 năm 2010, Jobs đã công bố iPhone 4 có vấn đề kỹ thuật, cùng với việc đổ lỗi cho chủ sở hữu điện thoại. Cũng tại WWDC 2010, việc đổi tên iPhoneOS thành iOS đã được công bố. Ứng dụng FaceTime và iMovie dành cho iPhone cũng đã được công bố. Ban nhạc OK Go chơi tại Yerba Buena Gardens. Những người tham dự nhận được một chiếc áo khoác màu đen với các chữ cái "WWDC" trên áo vest và số "10" được khâu ở mặt sau.

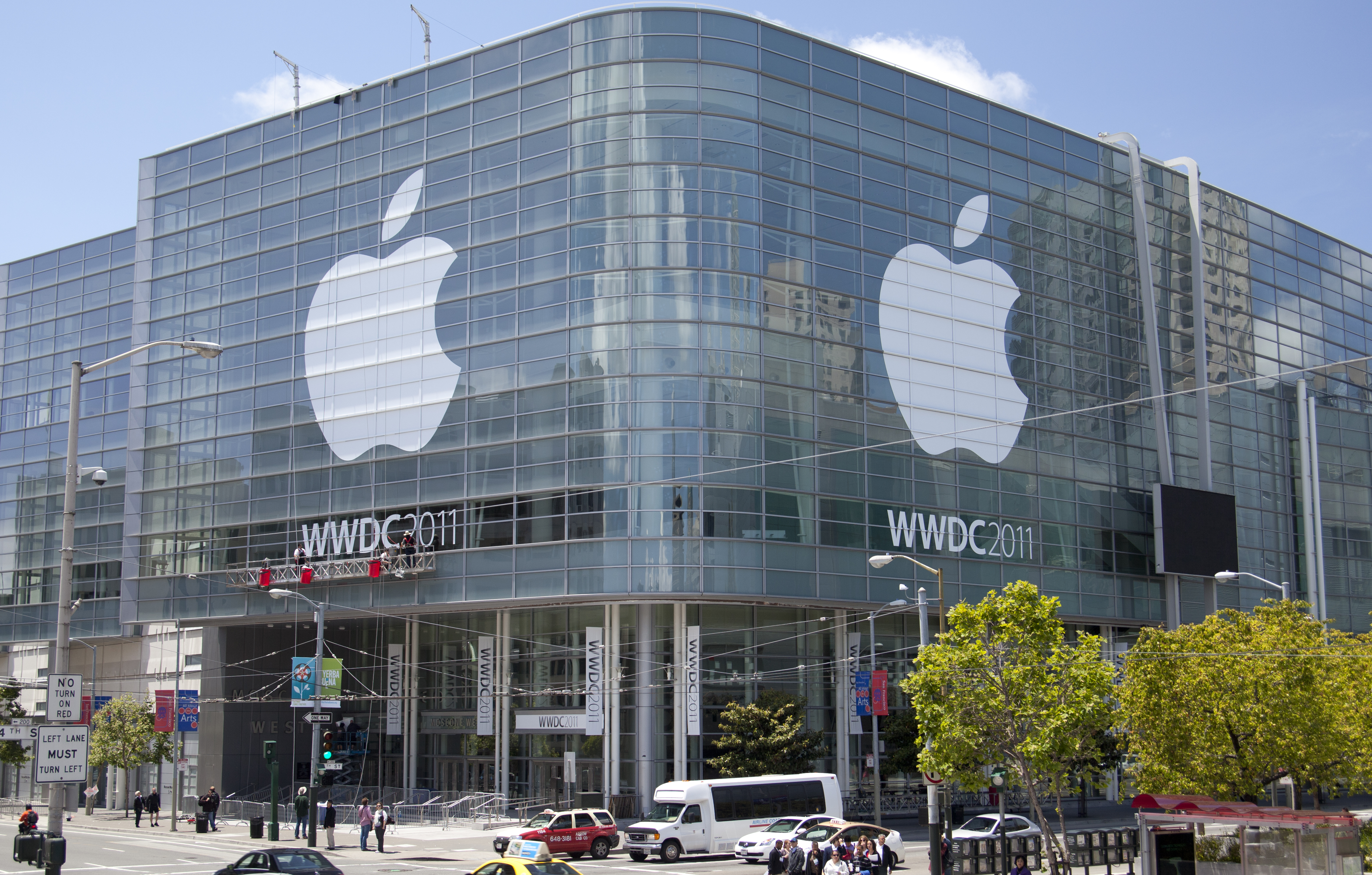
Toà nhà diễn ra sự kiện WWDC 2011 (Moscone West)

#### 2011
- Trong năm 2011, WWDC 2011 đã được tổ chức tại Moscone Center West từ ngày 6 đến ngày 10 tháng 6 năm 2011. Sự kiện này được bán hết chỉ trong vòng 12 tiếng trong số 5.000 vé được bán vào ngày 28 tháng 3 năm 2011. Giá vé cũng vẫn giữ nguyên so với WWDC 2010, bán với giá 1.599$. Tuy nhiên, giá vé sau thị trường cho các vé dao động từ 2.500$ đến 3.500$. Tại bài phát biểu, Apple đã giới thiệu phần mềm thế hệ tiếp theo của mình: Mac OS X Lion, phiên bản thứ hai của Mac OS X; iOS 5, phiên bản tiếp theo của hệ điều hành di động của Apple, hỗ trợ iPad, iPhone và iPod Touch; và iCloud, cung cấp dịch vụ đám mây sắp tới của Apple. Michael Franti và Spearhead đã biểu diễn tại Bash ở Yerba Buena Gardens vào ngày 9 tháng 6. Những người tham gia nhận được một chiếc áo khoác đen tương tự như của năm trước, nhưng với một "WWDC" nhỏ hơn ở phía trước và số "11" được khâu trên lưng. Đây cũng chính là sự kiện cuối cùng của Apple được tổ chức bởi Steve Jobs.

#### 2012
- WWDC 2012 đã được tổ chức tại Moscone Center West từ ngày 11 đến ngày 15 tháng 6. Giá vé vẫn giữ nguyên như WWDC 2011, bán với giá 1.599$. Apple đã thay đổi quy trình mua hàng bằng cách yêu cầu mua hàng bằng Apple ID được liên kết với tài khoản nhà phát triển Apple có trả tiền. Vé đã được bán ngay sau 8:30 sáng theo giờ miền Đông vào thứ tư ngày 25 tháng 4 năm 2012 và đã được bán hết trong vòng 1 tiếng 43 phút. Bài phát biểu nhấn mạnh sự ra mắt của Apple Maps, và cũng đã công bố các mẫu máy mới của MacBook Air và MacBook Pro bao gồm một mẫu có màn hình Retina. Apple cũng giới thiệu OS X Mountain Lion và iOS 6. Trong những năm trước, những người tham dự được yêu cầu phải từ 18 tuổi trở lên. Vào năm 2012, Apple đã thay đổi yêu cầu này ít nhất 13 tuổi sau khi trẻ vị thành niên vô tình được trao học bổng cho sinh viên vào năm 2011 đã kiến nghị thành công Tim Cook để giữ lại giải thưởng. Mặc dù có sự thay đổi, những người tham dự Beer Bash vẫn được yêu cầu phải 18 tuổi và 21 tuổi để uống rượu, phù hợp với luật pháp địa phương và liên bang. Neon Trees được biểu diễn tại WWDC Bash.

#### 2013
- Trong năm 2013, WWDC 2013 được tổ chức từ ngày 10 đến 14 tháng 6 năm 2013 tại Moscone Center West. Vé được bán lúc 10 giờ sáng theo giờ PDT vào ngày 25 tháng 4 năm 2013, bán hết trong vòng 71 giây. Apple cũng thông báo sẽ trao 150 vé học bổng sinh viên miễn phí WWDC 2013 cho những người tham dự trẻ tuổi được hưởng lợi từ nhiều hội thảo của hội thảo. Trong bài phát biểu, Apple đã giới thiệu các mẫu thiết kế lại của Mac Pro, AirPort Time Capsule, AirPort Extreme và MacBook Air, và giới thiệu OS X Mavericks, iOS 7, iWork cho iCloud và một dịch vụ phát nhạc mới có tên iTunes Radio. Vampire Weekend biểu diễn tại Bash vào ngày 13 tháng 6 tại Yerba Buena Gardens. Những người tham dự nhận được một máy cắt gió màu đen với các chữ cái "WWDC" trên mặt trước và số "13" được in ở mặt sau.

#### 2014
- WWDC 2014 được tổ chức từ ngày 2 đến ngày 6 tháng 6 năm 2014 tại Moscone Center West. Lần đầu tiên, cơ hội mua vé được trao ngẫu nhiên cho các nhà phát triển là thành viên của một chương trình phát triển của Apple tại thời điểm thông báo hội nghị và người đăng ký tại trang web của nhà phát triển của Apple. Apple cũng tặng 200 vé học bổng cho sinh viên miễn phí. Bài phát biểu bắt đầu vào ngày 2 tháng 6 và Apple đã giới thiệu một số phần mềm mới, bao gồm iOS 8 - bản cập nhật lớn nhất cho iOS kể từ khi phát hành App Store và OS X Yosemite, có giao diện được thiết kế lại lấy cảm hứng từ iOS. Thông báo bao gồm ngôn ngữ lập trình mới tên là Swift, nhiều bộ công cụ dành cho nhà phát triển và các công cụ dành cho iOS 8, nhưng không có phần cứng mới. Bastille biểu diễn tại Yerba Buena Gardens, và những người tham dự nhận được một chiếc áo gió đen với chữ "WWDC" ở phía trước và số "14" được khâu ở mặt sau, cùng với một thẻ quà tặng iTunes trị giá 25$ để kỷ niệm 25 năm WWDC.

#### 2015
- WWDC 2015 được tổ chức từ ngày 8 đến 12 tháng 6 năm 2015 tại Moscone Center West ở San Francisco. Các thông báo chính là các tính năng mới của iOS 9, phiên bản tiếp theo của OS X được gọi là OS X El Capitan, bản cập nhật phần mềm đầu tiên của Apple Watch, ra mắt ngày 30 tháng 6 của Apple Music và tin rằng ngôn ngữ Swift đang mở phần mềm nguồn hỗ trợ iOS, OS X và Linux. The Beer Bash được tổ chức tại Yerba Buena Gardens vào ngày 11 tháng 6. Walk the Moon đã biểu diễn ở đó.

#### 2016
- WWDC 2016 được tổ chức từ ngày 13 tháng 6 đến ngày 17 tháng 6 năm 2016 tại phòng Bill Graham Civic Auditorium và Moscone Center West ở San Francisco. Các thông báo tại sự kiện này bao gồm đổi tên OS X thành macOS, phiên bản mới có tên macOS Sierra, cũng như các bản cập nhật cho iOS 10, watchOS 3 và tvOS 10. Apple tuyên bố rằng bài phát biểu quan trọng nhất sẽ dành cho các nhà phát triển; điều này đã trở thành hiện thực khi họ cho phép các nhà phát triển bên thứ ba mở rộng chức năng trong Tin nhắn, Apple Maps và Siri. Cisco Systems và Apple đã công bố quan hệ đối tác tại API WWDC. Cisco 2016, được truy cập thông qua Cisco DevNet, có khả năng tương tác lớn hơn với Apple iOS và API. Bài phát biểu quan trọng hơn về các bản cập nhật phần mềm và các tính năng, vì không có phần cứng mới nào được giới thiệu. Apple đã phát hành ứng dụng Home hoạt động với HomeKit như một trung tâm điều khiển cho tất cả các ứng dụng của bên thứ ba cung cấp các chức năng cho ngôi nhà. Ngoài ra, Swift Playgrounds đã được công bố là một ứng dụng độc quyền cho iPad giúp những người trẻ học cách viết mã bằng ngôn ngữ lập trình của Apple Swift. The Bash được thực hiện bởi Good Charlotte tại Bill Graham Civic Auditorium.

#### 2017
- WWDC 2017 (hay được gọi là WWDC17) được tổ chức từ ngày 5 tháng 6 đến ngày 9 tháng 6 năm 2017 tại Trung tâm Hội nghị San Jose ở San Jose, California, đây là lần đầu tiên kể từ năm 2002 diễn ra hội nghị trong thành phố. Các thông báo phần mềm bao gồm iOS 11, watchOS 4, macOS High Sierra và các bản cập nhật cho tvOS. Các thông báo phần cứng bao gồm các bản cập nhật cho iMac, MacBook và MacBook Pro, cũng như iMac Pro mới, 10,5 inch iPad Pro và loa thông minh HomePod. Fall Out Boy đã biểu diễn tại Bash được tổ chức tại Discovery Meadow vào ngày 8 tháng 6.

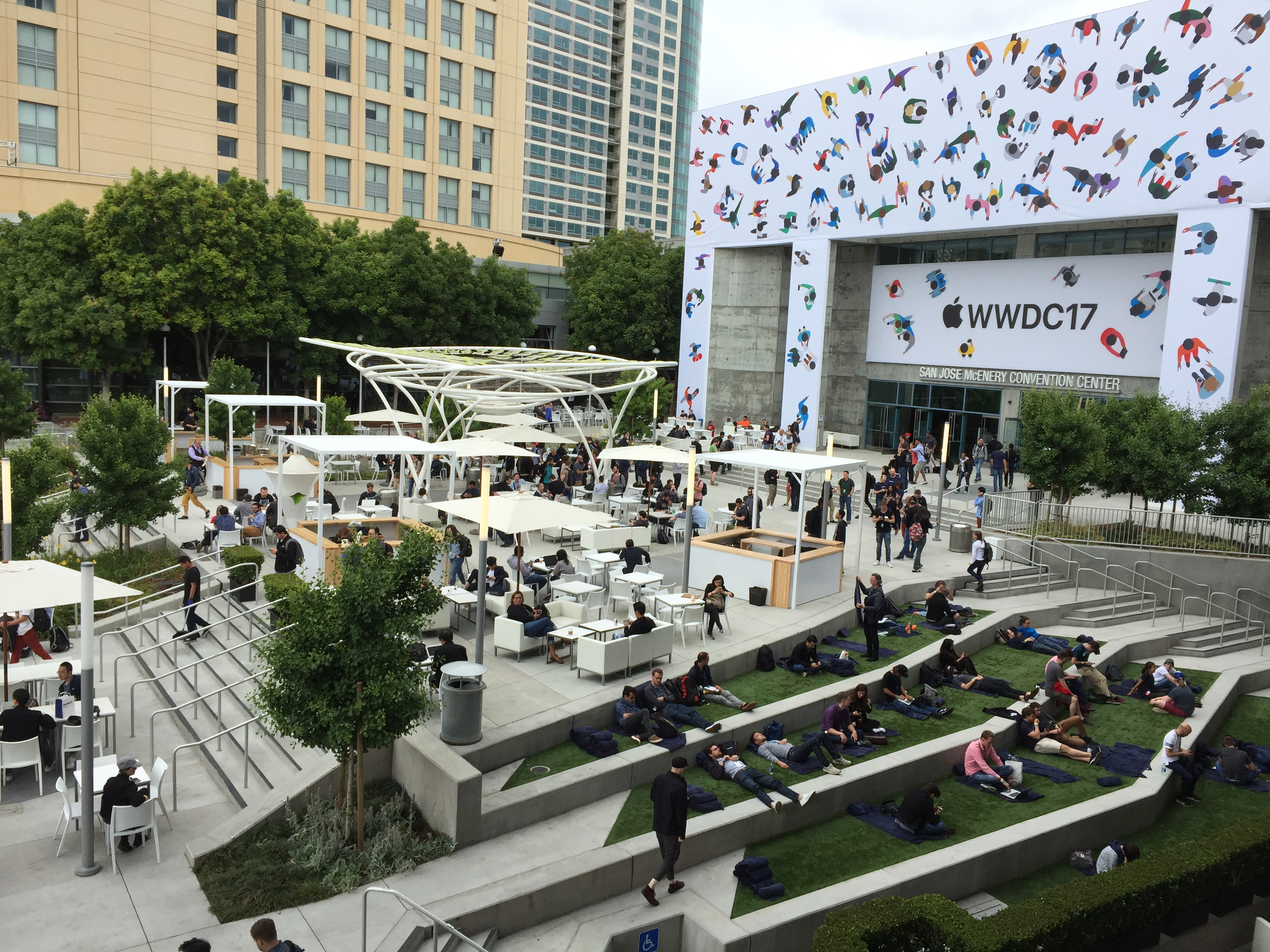
WWDC 2017 tại Trung tâm Hội nghị San Jose

#### 2018

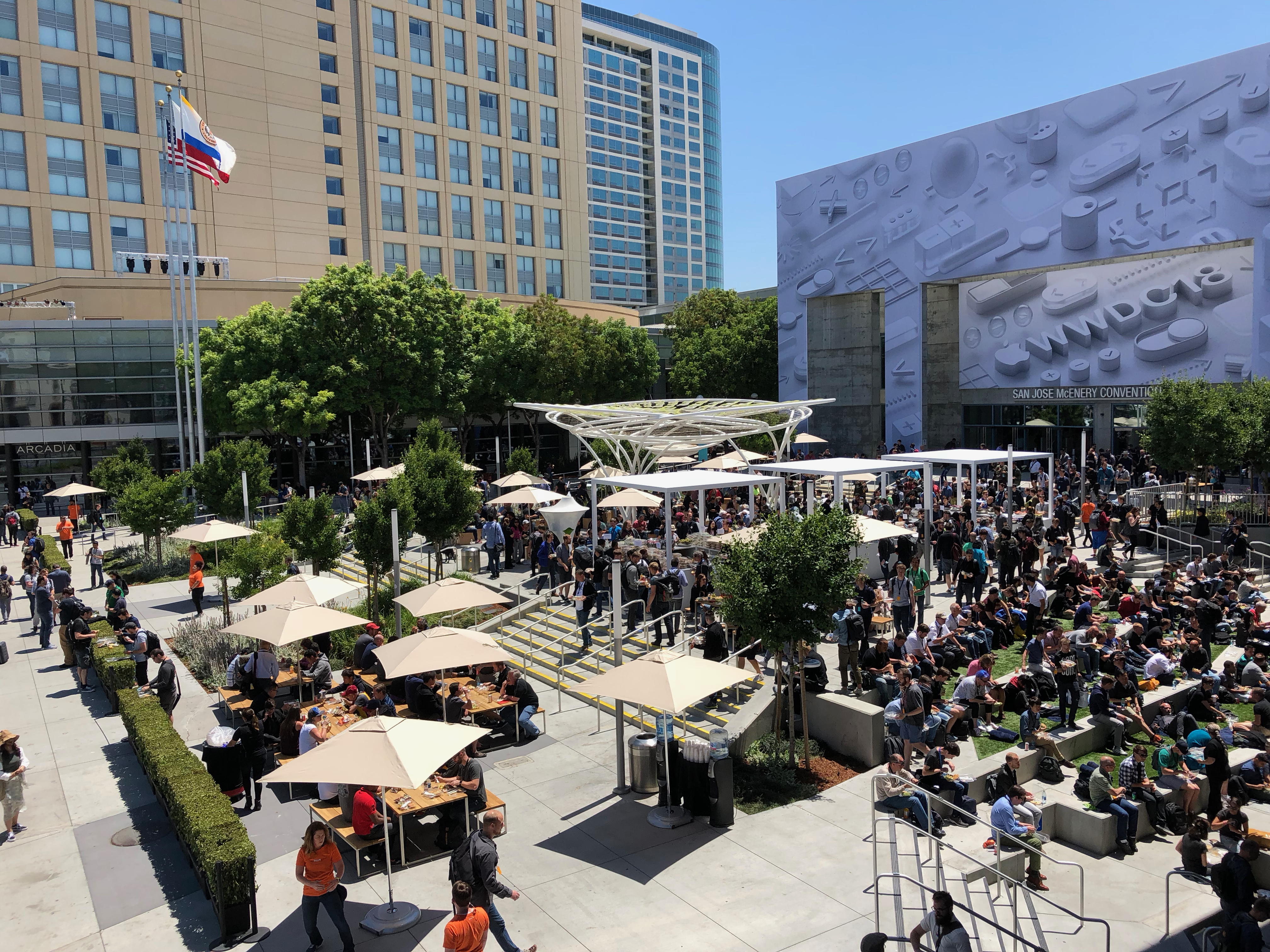
WWDC 2018 tại Trung tâm Hội nghị San Jose

- WWDC 2018 được tổ chức từ ngày 4 tháng 6 đến ngày 8 tháng 6 năm 2018, tại Trung tâm Hội nghị San Jose ở San Jose, California. Các thông báo tại sự kiện bao gồm iOS 12, macOS Mojave, watchOS 5 và các bản cập nhật cho tvOS. Cũng như năm 2016, không có thông báo phần cứng mới. "Panic! at the Disco" đã biểu diễn tại Bash ở Discovery Meadow Park.

#### 2019
- WWDC 2019 được tổ chức từ ngày 3 tháng 7 đến ngày 8 tháng 6 năm 2019 tại Trung tâm Hội nghị San Jose ở San Jose, California. Ra mắt tại sự kiện bao gồm iOS 13, macOS Catalina, watchOS 6, tvOS 13, iPadOS, Mac Pro thế hệ thứ 3 và màn hình Pro Display XDR. Weezer đã biểu diễn tại Bash ở Discovery Meadow Park.

### Thập niên 2020

#### 2020
WWDC 2020 lần đầu tiên được tổ chức từ ngày 22 đến ngày 26 tháng 6 năm 2020 dưới dạng hội nghị trực tuyến vì đại dịch COVID-19. Các thông báo tại sự kiện đặc biệt trực tuyến của Apple bao gồm iOS 14, iPadOS 14, watchOS 7, tvOS 14, macOS Big Sur, và việc Apple chuyển đổi sang bộ xử lý ARM tùy chỉnh cho dòng máy tính cá nhân Macintosh, bao gồm cả nguyên mẫu Mac dựa trên ARM dành cho nhà phát triển sử dụng. Đoạn video sự kiện được ghi lại tại Apple Park ở Cupertino, California. Tổng cộng, sự kiện đã nhận được hơn 22 triệu lượt xem với khoảng 72 giờ nội dung.

#### 2021
WWDC 2021 với khẩu hiệu "Glow and behold.", được tổ chức từ ngày 7 đến ngày 11 tháng 6 năm 2021 được tổ chức trực tuyến do đại dịch COVID-19. iOS 15, iPadOS 15, watchOS 8, tvOS 15, macOS Monterey, và các bản cập nhật phần mềm khác đã được công bố. Không có thông báo phần cứng mới tại hội nghị. Giống như năm 2020, đoạn video sự kiện được ghi lại tại Apple Park ở Cupertino, California.

#### 2022
WWDC 2022, với khẩu hiệu "Call to code.", được tổ chức từ ngày 6 đến ngày 10 tháng 6 năm 2022 được tổ chức trực tuyến do đại dịch COVID-19. Bởi tình hình dịch bệnh đã có những cải thiện nên tại Apple Park có một ngày đặc biệt vào ngày 6 tháng 6, cho phép các nhà phát triển và sinh viên cùng xem các sự kiện trực tuyến. Bất chấp đại dịch COVID-19, sự kiện này cũng diễn ra dưới dạng hội nghị trực tiếp lần đầu tiên kể từ lần trước được tổ chức vào năm 2019. iOS 16, iPadOS 16, watchOS 9, tvOS 16 và macOS Ventura đã được công bố tại hội nghị. Stage Manager dành cho máy Mac cũng được giới thiệu trong buổi thuyết trình đầu tiên. Các thông báo về phần cứng bao gồm chip M2 và các mẫu MacBook Air và MacBook Pro 13 inch được cập nhật với con chip trên.

#### 2023
WWDC 2023 với khẩu hiệu "Code new worlds" được tổ chức từ ngày 5 đến ngày 9 tháng 6 theo hình thức trực tuyến với trải nghiệm trực tiếp tại Apple Park vào ngày đầu tiên của chương trình. Tương tự như những năm trước, Apple tổ chức Swift Student Challenge, lần đầu tiên ra mắt vào năm 2020, với thời gian đăng ký đến ngày 19 tháng 4 và kết quả vào ngày 9 tháng 5. Các giải thưởng bao gồm áo khoác ngoài WWDC, AirPods Pro, một bộ ghim tùy chỉnh và một chiếc tư cách thành viên một năm trong Chương trình Nhà phát triển của Apple. Trong số những người chiến thắng, một số người được chọn ngẫu nhiên để tham dự sự kiện đặc biệt của Apple Park. Về phần mềm, Apple đã giới thiệu macOS 14 Sonoma, bản phát hành lớn thứ 20 của macOS, cũng như as iOS 17, iPadOS 17, watchOS 10, tvOS 17 và các bản cập nhật chương trình cơ sở cho AirPods. Về phần cứng, họ đã công bố Apple M2 Ultra dành cho máy Mac, MacBook Air 15 inch với chip M2, Mac Studio với M2 Max và Ultra và Mac Pro được chờ đợi từ lâu với M2 Ultra. Họ cũng tiết lộ một tai nghe AR/VR có tên "Apple Vision Pro", sẽ có các trò chơi và trải nghiệm được phát triển bằng Unity.

#### 2024
WWDC 2024, với khẩu hiệu "Action packed." được tổ chức từ ngày 10 đến ngày 14 tháng 6 năm 2024 theo hình thức trực tuyến với sự kiện trực tiếp tại Apple Park vào ngày 10 tháng 6. iOS 18, iPadOS 18, watchOS 11, macOS 15 và visionOS 2 đã được công bố tại sự kiện này hội nghị, nổi bật là trọng tâm là AI được thiết kế riêng và tích hợp cho iOS mang tên Apple Intelligence.